# Nordische Junioren-Skiweltmeisterschaften 1991
Die 14. Nordischen Junioren-Skiweltmeisterschaften 1991 fanden vom 6. bis zum 10. März 1991 im bayerischen Reit im Winkl statt. Damit war Deutschland nach 1981 (Schonach im Schwarzwald) zum zweiten Mal Ausrichter dieses wichtigsten Nachwuchswettbewerbes im nordischen Skisport.
Erfolgreichste Nation der Wettkämpfe war Norwegen mit fünf Goldmedaillen, und je einer Silber- und Bronzemedaille vor der Tschechoslowakei mit je drei Gold- und Silbermedaillen. Das frisch vereinigte Deutschland sowie Österreich gewannen die beiden weiteren Goldmedaillen. Erfolgreichste Sportler waren der norwegische Langläufer Thomas Alsgaard und der Tschechoslowake Milan Kučera, der nicht nur die beiden Wettbewerbe der Nordischen Kombination, sondern auch den Mannschaftswettbewerb der Spezialspringer gewann, mit jeweils drei Goldmedaillen.

## Wettkampfstätten
Die Skisprungwettbewerbe und das Springen der Nordischen Kombination wurden auf der K-70-Schanze der Reit-im-Winkl-Schanzen ausgetragen. Die Langlaufwettbewerbe der Spezialisten und Kombinierer fanden auf den Loipen der Umgebung statt.

## Skilanglauf Junioren

### 10 km klassisch
| Platz | Sportler            | Land             | Zeit (min) |
| ----- | ------------------- | ---------------- | ---------- |
| 1     | Thomas Alsgaard     | Norwegen         | 29:15,1    |
| 2     | Marcus Göransson    | Schweden         | 29:18,9    |
| 3     | Sami Repo           | Finnland         | 29:20,1    |
| 4     | Mathias Fredriksson | Schweden         | 29:27,6    |
| 5     | Anders Eide         | Norwegen         | 29:32,7    |
| 6     | Marko Kinnunen      | Finnland         | 29:36,3    |
| 7     | Jiří Kvapil         | Tschechoslowakei | 29:36,5    |
| 8     | Michael Popp        | Deutschland      | 29:39,5    |
| 9     | Benoit Gurlat       | Frankreich       | 29:42,7    |
| 10    | Alexej Drobyschev   | Sowjetunion      | 29:43,4    |
| 16    | Jens Neuber         | Deutschland      | 30:13,8    |
| 18    | Beat Koch           | Schweiz          | 30:25,7    |
| 21    | Heinz Ranalter      | Österreich       | 30:58,0    |
| 22    | Gerhard Urain       | Österreich       | 30:59,5    |
| 28    | Markus Hasler       | Liechtenstein    | 31:21,5    |
| 30    | Markus Kürschner    | Österreich       | 31:28,0    |
| 34    | Isidor Haas         | Schweiz          | 32:02,3    |
| 36    | Patrick Mächler     | Schweiz          | 32:06,4    |
| 42    | Mike Springer       | Deutschland      | 32:33,4    |
| 43    | Reinhard Pühringer  | Österreich       | 32:34,8    |
| 49    | Koni Schwarz        | Schweiz          | 32:52,6    |
| 45    | Ralf Scherzinger    | Deutschland      | 33:04,8    |

Datum: 6. März 1991
Es waren 64 Läufer am Start.

### 30 km Freistil
| Platz | Sportler            | Land          | Zeit (std) |
| ----- | ------------------- | ------------- | ---------- |
| 1     | Thomas Alsgaard     | Norwegen      | 1:25:35,9  |
| 2     | Cédric Vallet       | Frankreich    | 1:27:03,2  |
| 3     | Mychajlo Artjuchow  | Sowjetunion   | 1:27:32,7  |
| 4     | Anders Eide         | Norwegen      | 1:27:36,9  |
| 5     | Waleri Rodochlebow  | Sowjetunion   | 1:27:51,9  |
| 6     | Giorgio Di Centa    | Italien       | 1:27:52,8  |
| 7     | Mathias Fredriksson | Schweden      | 1:28:54,8  |
| 8     | Marko Santapakka    | Finnland      | 1:29:50,1  |
| 9     | Sergei Krjanin      | Sowjetunion   | 1:30:19,4  |
| 10    | Markus Hasler       | Liechtenstein | 1:30:34,0  |
| 14    | Janko Neuber        | Deutschland   | 1:31:46,1  |
| 15    | Isidor Haas         | Schweiz       | 1:31:47,0  |
| 16    | Patrick Mächler     | Schweiz       | 1:31:57,7  |
| 20    | Koni Schwarz        | Schweiz       | 1:32:37,4  |
| 37    | Gerhard Urain       | Österreich    | 1:35:26,1  |
| 39    | Martin Bacher       | Schweiz       | 1:35:35,6  |
| 45    | Andreas Schlütter   | Deutschland   | 1:36:10,0  |

Datum: 8. März 1991
 Es waren 66 Läufer am Start.

### 4 × 10 km Staffel
| Platz | Sportler                                                              | Land        | Zeit (std) |
| ----- | --------------------------------------------------------------------- | ----------- | ---------- |
| 1     | Odd-Bjørn Hjelmeset Svein-Tore Samdal Anders Eide Thomas Alsgaard     | Norwegen    | 1:40:45,0  |
| 2     | Mychajlo Artjuchow Alexei Drobichew Waleri Rodochlebow Sergei Krjanin | Sowjetunion | 1:40:45,7  |
| 3     | Marcus Sonnefeldt Johan Wiktorin Dan Marsch Morgan Göransson          | Schweden    | 1:44:37,6  |
| 8     | Jens Neuber Michael Popp Mike Springer Janko Neuber                   | Deutschland | 1:46:31,7  |
| 9     | Isidor Haas Beat Koch Koni Schwarz Patrick Mächler                    | Schweiz     | 1:46:37,4  |
| 14    | Heinz Ranalter Markus Kürschner Gerhard Urain Bernhard Pollerus       | Österreich  | 1:51:31,3  |

Datum: 10. März 1991
 Es waren 17 Teams am Start.

## Skilanglauf Juniorinnen

### 5 km klassisch
| Platz | Sportler            | Land             | Zeit (min) |
| ----- | ------------------- | ---------------- | ---------- |
| 1     | Siri Halle          | Norwegen         | 15:08,2    |
| 2     | Kateřina Neumannová | Tschechoslowakei | 15:11,4    |
| 3     | Satu Lyytikäinen    | Finnland         | 15:12,1    |
| 4     | Bettina Rödel       | Deutschland      | 15:28,9    |
| 5     | Gabriele Heß        | Deutschland      | 15:31,5    |
| 6     | Renate Roider       | Österreich       | 15:32,4    |
| 7     | Reija Linamaa       | Finnland         | 15:32,8    |
| 8     | Sara Hugg           | Schweden         | 15:41,4    |
| 9     | Tatjana Podmaso     | Sowjetunion      | 15:52,0    |
| 10    | Walentina Smirnowa  | Sowjetunion      | 15:53,2    |
| 11    | Barbara Mettler     | Schweiz          | 15:54,3    |
| 15    | Lucia Ptacek        | Österreich       | 16:01,3    |
| 21    | Beatrice Schranz    | Schweiz          | 16:24,8    |
| 25    | Katrin Apel         | Deutschland      | 16:29,5    |
| 31    | Elvira Knecht       | Schweiz          | 16:44,5    |
| 37    | Steffi Kindt        | Deutschland      | 17:09,2    |
| 42    | Jasmin Baumann      | Schweiz          | 17:28,5    |

Datum: 6. März 1991
 Es waren 49 Läuferinnen am Start.

### 15 km Freistil
| Platz | Sportler           | Land             | Zeit (min) |
| ----- | ------------------ | ---------------- | ---------- |
| 1     | Gabriele Heß       | Deutschland      | 45:01,7    |
| 2     | Barbara Mettler    | Schweiz          | 45:07,5    |
| 3     | Siri Halle         | Norwegen         | 45:48,4    |
| 4     | Walentina Smirnowa | Sowjetunion      | 45:58,4    |
| 5     | Natascia Leonardi  | Schweiz          | 46:42,9    |
| 6     | Soňa Mihoková      | Tschechoslowakei | 46:54,2    |
| 7     | Elvira Knecht      | Schweiz          | 46:56,5    |
| 8     | Dorota Kwaśny      | Polen            | 47:07,9    |
| 9     | Jaana Ahonen       | Finnland         | 47:10,6    |
| 10    | Karin Säterkvist   | Schweden         | 47:23,7    |
| 13    | Anke Schulze       | Deutschland      | 47:43,8    |
| 28    | Steffi Kindt       | Deutschland      | 49:52,4    |
| 29    | Renate Roider      | Österreich       | 49:55,6    |
| 31    | Constanze Blum     | Deutschland      | 49:59,2    |
| 41    | Lucia Ptacek       | Österreich       | 52:16,6    |

Datum: 8. März 1991
 Es waren 50 Läuferinnen am Start.

### 4 × 5 km Staffel
| Platz | Sportler                                                             | Land        | Zeit        |
| ----- | -------------------------------------------------------------------- | ----------- | ----------- |
| 1     | Bente Martinsen Liv Paulsen Cecilie Mjøen Siri Halle                 | Norwegen    | 57:59,7 min |
| 2     | Tatjana Podmaso Irina Pridannikowa Olga Kornijewa Walentina Smirnowa | Sowjetunion | 58:08,4 min |
| 3     | Satu Lyytikäinen Reija Linnamaa Anne Törö Jaana Ahonen               | Finnland    | 58:44,5 min |
| 4     | Beatrice Schranz Natascia Leonardi Elvira Knecht Barbara Mettler     | Schweiz     | 58:50,6 min |
| 7     | Bettina Rödel Katrin Apel Gabriele Heß Anke Schulze                  | Deutschland | 1:00:03,7 h |

Datum: 10. März 1991
Es waren 12 Teams am Start.

## Nordische Kombination Junioren

### Gundersen (Normalschanze K 95/10 km)
| Platz | Sportler     | Land             |
| ----- | ------------ | ---------------- |
| 1     | Milan Kučera | Tschechoslowakei |
| 2     | Jirí Hradil  | Tschechoslowakei |
| 3     | Markus Wüst  | Schweiz          |

Datum: 7. März 1991

### Mannschaft (Normalschanze K95/3 × 5 km)
| Platz | Sportler                                            | Land             |
| ----- | --------------------------------------------------- | ---------------- |
| 1     | Milan Kučera Zbyněk Pánek Jirí Hradil               | Tschechoslowakei |
| 2     | Henrik Brørs Even Chiodera Halldor Skard            | Norwegen         |
| 3     | Waleri Stoljarow Alexander Gluchow Alexej Gachuokow | Sowjetunion      |

Datum: 9. März 1991

## Skispringen Junioren

### Normalschanze
| Platz | Sportler         | Land             | Weite 1 | Weite 2 | Punkte |
| ----- | ---------------- | ---------------- | ------- | ------- | ------ |
| 1     | Martin Höllwarth | Österreich       | 83,0 m  | 87,5 m  | 221,1  |
| 2     | Tomáš Goder      | Tschechoslowakei | 80,5 m  | 85,0 m  | 211,1  |
| 3     | Damjan Fras      | Jugoslawien      | 82,0 m  | 81,5 m  | 210,4  |
| 4     | Knut Müller      | Norwegen         | 81,5 m  | 82,0 m  | 207,9  |
| 5     | Xavier Arpin     | Frankreich       | 79,0 m  | 82,5 m  | 202,7  |
| 6     | Riku Äyri        | Finnland         | 80,0 m  | 80,5 m  | 202,6  |
| 7     | Lasse Ottesen    | Norwegen         | 79,0 m  | 82,0 m  | 201,9  |
| 8     | Régis Bajard     | Frankreich       | 78,5 m  | 81,0 m  | 200,0  |
| 9     | David Jiroutek   | Tschechoslowakei | 78,0 m  | 81,0 m  | 198,2  |
| 10    | Mika Laitinen    | Finnland         | 77,5 m  | 80,0 m  | 197,3  |

Datum: 9. März 1991
Es waren 53 Teilnehmer am Start.

Weitere Teilnehmer aus deutschsprachigen Ländern:

 Sylvain Freiholz: 14. Platz

 Andreas Beck: 18. Platz

 Gerd Siegmund: 21. Platz

 Christof Birchler: 24. Platz

 Timo Wangler: 27. Platz

 Toni Thaumiller: 29. Platz

 Harald Reifgraber: 33. Platz

 Lars Widmer: 35. Platz

 Stephan Truan: 42. Platz

 Christian Reinthaler: 46. Platz

 Marc Nölke: 49. Platz

### Mannschaftsspringen Normalschanze
| Platz | Sportler                                                     | Land             | Punkte |
| ----- | ------------------------------------------------------------ | ---------------- | ------ |
| 1     | Milan Kučera Tomáš Goder Roman Lukes David Jiroutek          | Tschechoslowakei | 606,8  |
| 2     | Mika Antero Laitinen Janne Väätäinen Riku Äyri Pekka Niemelä | Finnland         | 605,6  |
| 3     | Sébastien Frénot Grégory Renand Regis Bajard Xavier Arpin    | Frankreich       | 595,9  |

Datum: 7. März 1991
Es waren 13 Teams am Start.

Weitere Teilnehmer aus deutschsprachigen Ländern:

 Österreich: 4. Platz

 Deutschland: 5. Platz

 Schweiz: 8. Platz

## Nationenwertung
| Platz | Land             | Gold | Silber | Bronze | Gesamt |
| ----- | ---------------- | ---- | ------ | ------ | ------ |
| 1     | Norwegen         | 5    | 1      | 1      | 7      |
| 2     | Tschechoslowakei | 3    | 3      | 0      | 6      |
| 3     | Deutschland      | 1    | 0      | 0      | 1      |
| 3     | Österreich       | 1    | 0      | 0      | 1      |
| 5     | Sowjetunion      | 0    | 2      | 2      | 4      |
| 6     | Finnland         | 0    | 1      | 3      | 4      |
| 7     | Schweden         | 0    | 1      | 1      | 2      |
| 7     | Schweiz          | 0    | 1      | 1      | 2      |
| 7     | Frankreich       | 0    | 1      | 1      | 2      |
| 10    | Jugoslawien      | 0    | 0      | 1      | 1      |